# トマス・レニョネス
ペドロ・トマス・レニョネス・クレーゴ（Pedro Tomás Reñones Grego, 1960年8月9日 - ）は、スペイン・ガリシア州サンティアゴ・デ・コンポステーラ出身の元同国代表サッカー選手、元政治家。ポジションはDF。

## クラブ経歴
1980-81シーズン、当時セグンダ・ディビシオンBに所属していたSDコンポステラで国内リーグ初出場。同シーズン終了後、アトレティコ・マドリードのBチームに引き抜かれ、在籍2シーズン目にはセグンダ・ディビシオン優勝を経験した。
1984-85シーズン開幕前、アトレティコ・マドリードのトップチームへと昇格。トップチームデビューシーズンからリーグ戦32試合に出場し、コパ・デル・レイでは優勝に貢献した。その後もアトレティコ・マドリードで8シーズン連続リーグ戦30試合以上に出場し、クラブでの公式戦通算出場は483試合を記録した。1995-96シーズン、クラブはリーグとコパ・デル・レイの国内2冠を達成したが、トマスはリーグ戦17試合のみの出場に終わった。同シーズン終了後、クラブを退団してCAマルベジャに加入。1998年、UDサン・ペドロで現役から引退した。

## 代表経歴
1985年11月20日、オーストリア代表との親善試合でスペイン代表初キャップを記録。
トマス自身初の国際大会となった1986 FIFAワールドカップでは、ベスト4でベルギー代表にPK戦で敗れるまで全5試合に先発フル出場を果たした。2年後のUEFA EURO1988でもレギュラーとしてグループステージ全3試合にフル出場したが、グループステージのイタリア代表戦と西ドイツ代表戦に敗れてグループステージ敗退となった。

## 現役引退後
現役引退後は元アトレティコ・マドリード会長のヘスス・ヒルから誘いを受け、極右政党グルポ・インデペンディエンテ・リベラル(GIL)に入党。2006年にはマルベーリャの市長に当選したが、同年に発覚した汚職事件であるマラヤ事件によって9ヶ月の執行猶予付き有罪判決を受けた。

## タイトル
アトレティコ・マドリレーニョ
- セグンダ・ディビシオン : 1回 (1982-83)

アトレティコ・マドリード
- プリメーラ・ディビシオン : 1回 (1995-96)
- コパ・デル・レイ : 4回 (1984-85, 1990-91, 1991-92, 1995-96)
- スーペルコパ・デ・エスパーニャ : 1回 (1985)

## 個人成績
- キャリア通算 - 667試合4得点
  - プリメーラ・ディビシオン - 367試合2得点
  - セグンダ・ディビシオン - 78試合1得点
  - セグンダ・ディビシオンB - 84試合0得点

- プロデビュー - 1981年9月20日 セグンダ第1節 カスティージャCF戦